# والتر بالدوين
والتر بالدوين (بالإنجليزية: Walter Baldwin)‏ هو ممثل أمريكي، ولد في 2 يناير 1889 بليما في الولايات المتحدة، وتوفي في 27 يناير 1977 بسانتا مونيكا في الولايات المتحدة.

## أعمال

### أفلام
- (1941) الشيطان ودانييل وبستر
- (1942) صف الملوك
- (1944) منذ أن رحلت
- (1945) نهاية الأسبوع المفقودة
- (1946) أجمل سنوات العمر
- (1955) اللحن المقطوع
- (1964) خريف قبيلة شايان

## وصلات خارجية
- والتر بالدوين على موقع IMDb (الإنجليزية)
- والتر بالدوين على موقع ألو سيني (الفرنسية)
- والتر بالدوين على موقع أول موفي (الإنجليزية)
- والتر بالدوين على موقع قاعدة بيانات برودواي على الإنترنت (الإنجليزية)
- والتر بالدوين على موقع قاعدة بيانات الأفلام السويدية (السويدية)
- والتر بالدوين على موقع إن إن دي بي (الإنجليزية)
- والتر بالدوين على موقع قاعدة بيانات الفيلم (الإنجليزية)
- والتر بالدوين على موقع كينوبويسك (الروسية)